# Lijst van onroerend erfgoed in Herstappe
Een overzicht van het onroerend erfgoed in de gemeente Herstappe. Het onroerend erfgoed maakt deel uit van het cultureel erfgoed in België.

## Bouwkundig erfgoed
| Object                                       | Erfgoedstatus? | Bouwjaar of architect | Deelgemeente | Adres          | Coördinaten                   | Nummer? | Afbeelding                                   |
| -------------------------------------------- | -------------- | --------------------- | ------------ | -------------- | ----------------------------- | ------- | -------------------------------------------- |
| Gesloten hoeve                               |                |                       | Herstappe    | Dorpsstraat 22 | 50° 43' 40" NB, 5° 25' 25" OL | 37088   | Gesloten hoeve                               |
| Gesloten hoeve                               |                |                       | Herstappe    | Dorpsstraat 3  | 50° 43' 33" NB, 5° 25' 38" OL | 37089   | Gesloten hoeve                               |
| Gesloten hoeve van 1782                      |                |                       | Herstappe    | Dorpsstraat 4  | 50° 43' 35" NB, 5° 25' 39" OL | 37090   | Gesloten hoeve van 1782                      |
| Gemeentehuis van Herstappe en gemeenteschool |                |                       | Herstappe    | Dorpsstraat 5  | 50° 43' 35" NB, 5° 25' 33" OL | 37091   | Gemeentehuis van Herstappe en gemeenteschool |
| Gesloten hoeve van 1864                      |                |                       | Herstappe    | Dorpsstraat 6  | 50° 43' 35" NB, 5° 25' 36" OL | 37092   | Gesloten hoeve van 1864                      |
| Tolhuis                                      |                |                       | Herstappe    | Dorpsstraat 10 | 50° 43' 36" NB, 5° 25' 34" OL | 37093   | Tolhuis                                      |
| Hoeve met losstaande bestanddelen            |                |                       | Herstappe    | Dorpsstraat 21 | 50° 43' 36" NB, 5° 25' 24" OL | 37094   | Hoeve met losstaande bestanddelen            |
| Parochiekerk Sint-Jan-de-Doper               | orgel          | 1869 Herman Jaminé    | Herstappe    | Kerkstraat     | 50° 43' 37" NB, 5° 25' 38" OL | 37095   | Parochiekerk Sint-Jan-de-Doper               |
| Gesloten hoeve                               |                |                       | Herstappe    | Kerkstraat 3   | 50° 43' 38" NB, 5° 25' 36" OL | 37096   | Gesloten hoeve                               |